# George Arthur Miller
George Arthur Miller (født 6. december 1867, død 21. februar 1935) var en britisk polospiller, som deltog i OL 1908 i London.
Miller var en ivrig polospiller og med til at vinde Hurlingham Champion Cup flere gange fra lige før år 1900 og frem samt Ranelagh Open Cup i samme periode.
Poloturneringen var ikke særlig prominent ved OL, hvor der kun deltog tre britiske hold; de fleste polospillere havde mere fokus på turneringerne i flere fashionable europæiske byer som Oostende, Cannes og Paris. De tre hold ved OL var fra henholdsvis Roehampton, Hurlingham og Irland, og der blev blot spillet to kampe. Først vandt Roehampton 4-1 over Hurlingham, og i finalen vandt de 8-1 over Irland og vandt dermed guld. De to øvrige hold delte andenpladsen. Roehamptons hold bestod ud over George Miller af hans bror Charles Darley Miller samt Herbert Haydon Wilson og Patteson Womersley Nickalls.
Miller var uddannet på Marlborough College og Cambridge University. Han var med i ledelsen af Roehampton Polo Club sammen med blandt andet en anden bror, Edward.